# Kvalserien till Elitserien i ishockey 1983
Kvalserien till Elitserien i ishockey 1983 spelades för att avgöra vilka lag som skulle få spela i Elitserien 1983/1984. Kvalserien bestod av fyra lag, varav ett lag som placerade sig på niondeplats i Elitserien i ishockey 1982/1983, ett lag som förlorade den allsvenska finalen samt två vinnande lag från Playoff. Serien bestod av sex omgångar där alla lag mötte varandra två gånger, en gång hemma och en gång borta. Det segrande laget i tabellen gick vidare till Elitserien, medan de övriga tre fick fortsätta att spela i Division 1 kommande säsong. MoDo AIK, som var det lag som kom nia i Elitserien, vann serien och fick fortsätta att spela i Elitserien kommande säsong.

## Tabellen
Lag 1: Till Elitserien i ishockey 1983/1984

Lag 2–4: Till Division I i ishockey 1983/1984
| Nr | Lag      | S | V | O | F | GM | IM | MS  | P |
| -- | -------- | - | - | - | - | -- | -- | --- | - |
| 1  | Modo AIK | 6 | 4 | 1 | 1 | 32 | 19 | +13 | 9 |
| 2  | Luleå HF | 6 | 3 | 2 | 1 | 25 | 24 | +1  | 8 |
| 3  | HV71     | 6 | 3 | 0 | 3 | 26 | 30 | −4  | 6 |
| 4  | Timrå IK | 6 | 0 | 1 | 5 | 21 | 31 | −10 | 1 |